# Nociplastični bol
Nociplastična (neuroplastična) bol ili centralna senzitizacija oblik je boli koja se mehanizmom razlikuje od nociceptivne boli uzrokovane upalom ili oštećenjem tkiva i neuropatske boli koja nastaje oštećenjem živaca. Može nastati u kombinaciji s drugim oblicima boli ili samostalno. Za razliku od nociceptivne i neuropatske boli, lokacija ove boli često je generalizirana, a bol je često preintezivna u odnosu na možebitnu ozljedu, što je ujedno i jedan od glavnih znakova postojanja ovakve vrste boli. Od neuropatske boli razdvojena je relativno nedavno, a poznata je i pod nazivom centralna neuropatska bol.
Uzroci nisu posve shvaćeni, ali istraživanja ukazuju na disfunkciju središnjeg živčanog sustava gdje je sustav procesuiranja boli oštećen ili promijenjen (senzitiziran). 
Naziv dolazi od latinske riječi nocēre što znači "boljeti" i od grčke riječi πλαστός što znači "razvoj", odnosno "formacija" u medicinskom kontekstu.
Ovakva vrsta boli najčešće dolazi od kroničnih bolnih sindroma, kao što je fibromialgija ili čak temporomandibularni poremećaj. Sindrom kroničnog umora također je jedan primjer opće hipersenzibilnosti CNS-a.
Ako uzrok boli nije otkriven, često se radi upravo o nociplastičnoj boli čiji mehanizam djeluje na više sustava pa se tako javljaju i drugi simptomi poput umora i psihijatrijskih stanja poput depresije i anksioznosti. 
Tjelovježba, psihoterapija (kognitivno-bihevioralna, grupna), psihoedukacija te antidepresivi (amitriptilin, duloksetin, milnacipran, paroksetin, vortioksetin, bupropion, tianeptin), središnji miorelaksansi (baklofen, ciklobenzaprin) i antikonvulzivni lijekovi (gabapentin, pregabalin) smatraju se najboljim tretmanom za ovakvu vrstu boli.